# Jigodin
Jigodin (în maghiară Csíkzsögöd) a fost până în 1930 un sat din județul Harghita, Transilvania, România. Din anul 1930 a devenit un cartier al orașului Miercurea Ciuc, în partea de sud a acestuia, așezat pe malul pârâului Fitód. O parte a vechiului sat a devenit stațiune balneară (Jigodin Băi). Oltul părăsește Bazinul Ciucului de Mijloc la Strâmtoarea Jigodinului.
Denumirea localității provine din cuvântul secuiesc ság (dâmb).

## Istorie

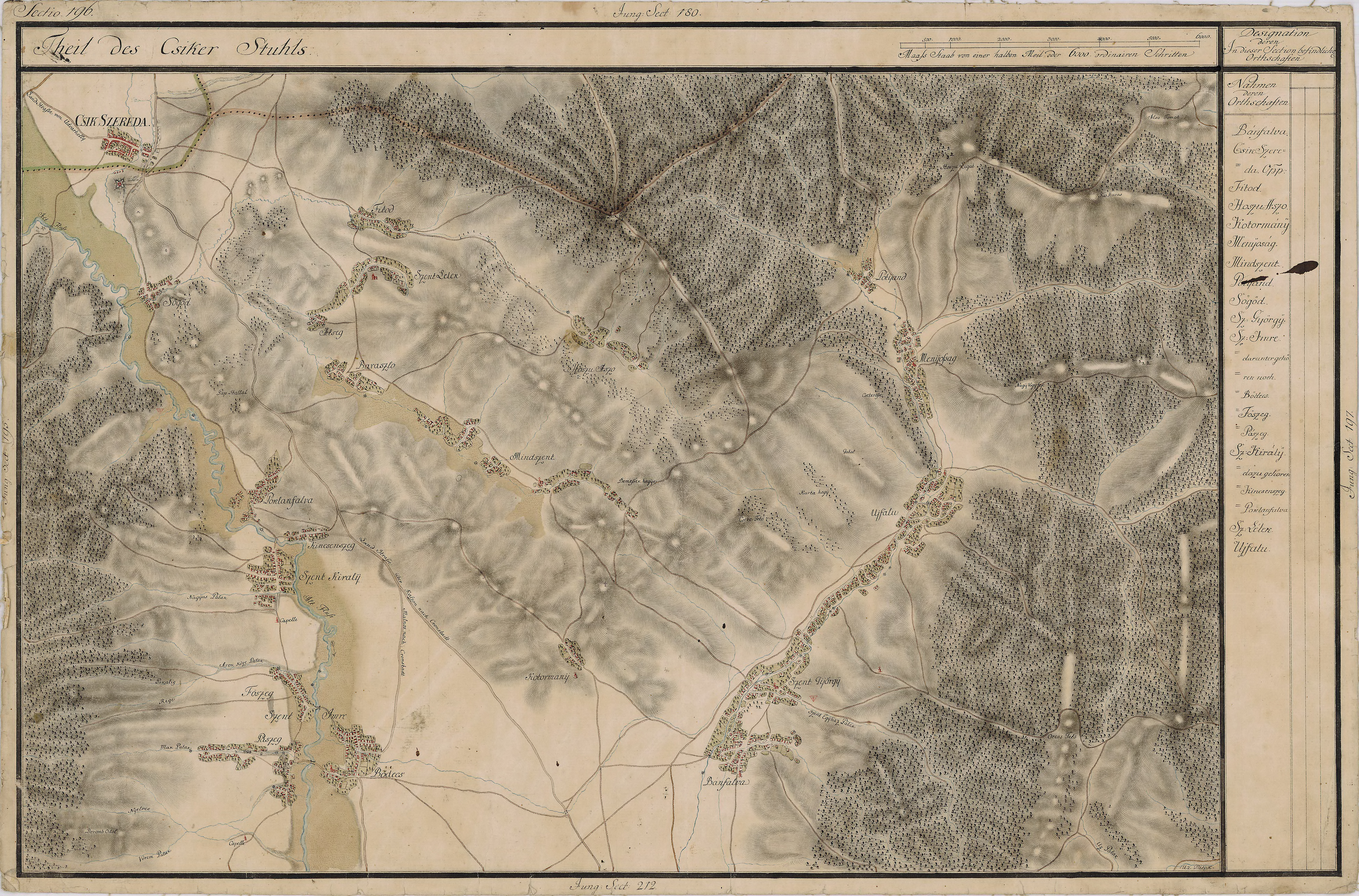
Jigodin pe Harta Iosefină a Transilvaniei, 1769-1773

Vis-a-vis de sat pe malul Oltului se află ruinele unei cetăți din timpul migrațiilor popoarelor. Alte ruine se află pe malul drept al Oltului tot din această perioadă. Satul a avut 1213 locuitori în 1910.

## Monumente
- Biserica romano-catolică Sfânta Treime, construită în secolul al XV-lea în stil gotic, transformată în anul 1707 în stil baroc. Turnul a fost construit în 1800. Statuia Sfânta Maria este din anul 1520, ca și cea din Șumuleu Ciuc.
- Conacul Mikó, contruit la începutul secolului al XIX-lea, în stilurile neoclasic și empire.

## Personalități
- La Jigodin s-a născut pictorul Imre Nagy (1893-1976); casa natală a pictorului este azi muzeu.